# اريك غروس
اريك غروس (بالإنجليزية: Eric Gross)‏ هو معلم موسيقى وملحن وعازف بيانو وأستاذ مدرسة أسترالي، ولد في 16 سبتمبر 1926، وتوفي في 17 أبريل 2011.

## وصلات خارجية
- اريك غروس على موقع ميوزك برينز (الإنجليزية)